# Ирина Лакапина
Ирина Лакапина (урождённая Мария, греч. Μαρία/Ειρήνη Λακαπηνή; X век, Византия — X век, Велики-Преслав, Шуменская область) — византийская принцесса; царица Болгарии, супруга царя Петра I. Дочь Христофора Лакапина, сына и соправителя императора Романа I Лакапина, и его жены Софии.

## Биография
Чтобы зарекомендовать себя достойным преемником своего отца как на родине, так и в глазах иностранных государей, новый царь Болгарии Пётр I продемонстрировал силу, вторгшись в Византийскую Фракию в мае 927 года, однако вместо этого был вынужден вести переговоры о более прочном мире. Роман I Лакапин воспользовался случаем и предложил брачный союз между императорскими домами Византии и Болгарии, чтобы положить конец войне 913—927 годов. Роман договорился о политическом браке между своей внучкой Марией и болгарским монархом. Впервые в истории византийская принцесса должна была выйти замуж за иностранного правителя; спустя десятилетия зять и соправитель Романа Константин VII раскритиковал Романа за этот поступок. В октябре 927 года Пётр прибыл в Константинополь, чтобы встретиться с Романом и подписать мирный договор; он женился на Марии 8 ноября. Чтобы обозначить новую эру в болгарско-византийских отношениях, Мария приняла второе имя Ирина, которое означает «мир».
У супругов было несколько детей, в том числе:
- Борис II, царь Болгарии с 969 года
- Роман, царь Болгарии с 977 года
- Пленимир